# Jehangir Ratanji Dadabhoy Tata

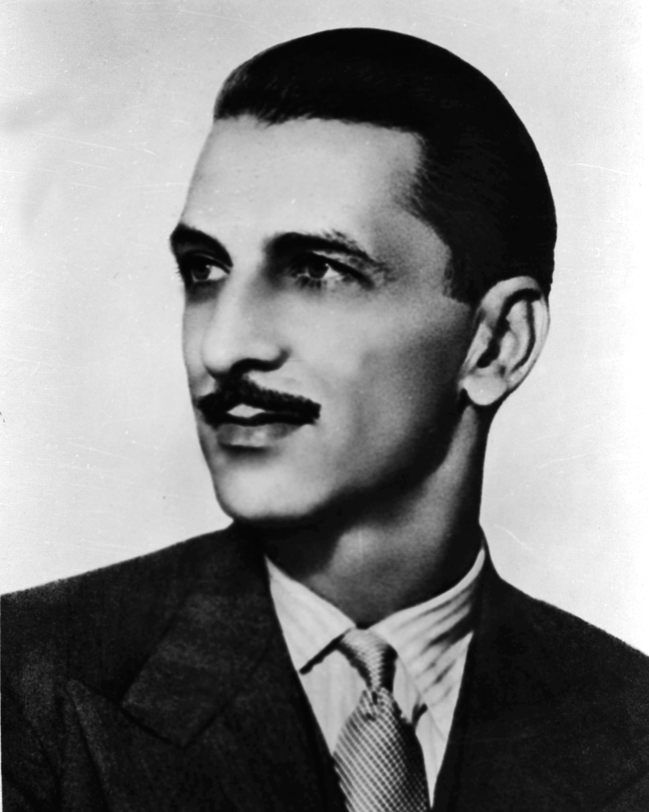
Jehangir Ratanji Dadabhoy Tata (1955)

Jehangir Ratanji Dadabhoy Tata (Jahangir Ratanji Dadabhai Tata; * 29. Juli 1904 in Paris; † 29. November 1993 in Genf) war ein erfolgreicher Geschäftsmann in Indien. Er gründete die erste kommerzielle Fluglinie Indiens, die Tata Airlines (später umbenannt in Air India). 
Er stand etwa 50 Jahre an der Spitze der Tata Group, die für die Wirtschaft in Indien eine wichtige Rolle spielt. Tata wurde 1957 mit dem Padma Vibhushan und 1992 mit dem Bharat Ratna ausgezeichnet.
J. R. D. Tata wurde in Paris als Sohn von Ratanji Dadabhoy Tata und seiner französischen Frau Sooni nee Tata, geborene Suzanne Briere geboren. Die Familie Tata, ursprünglich eine Familie von parsischen Priestern, hatte sich durch Jamshedji Tata, der sich dem Handel und Unternehmertum zugewandt hatte, zu einer Dynastie von Industriellen entwickelt. Ratanji Dadabhoy Tata war ein Cousin von Jamshedji Tata. „Jeh“ oder J.R.D., als der er bekannt war, verbrachte einen großen Teil seiner Kindheit in Frankreich. Inspiriert wurde er dort durch den französischen Flugpionier Louis Blériot und lernte Fliegen. Er war 1929 der erste Inder, der einen Pilotenschein erwarb.
J.R.D. Tata entwickelte den Familienkonzern entscheidend weiter und gilt als einer der Pioniere der indischen Industrialisierung. Er gilt mit der von ihm 1932 gegründeten ersten indischen Luftlinie Tata Airlines, aus der 1946 die Air India hervorging, als Vater der indischen Luftfahrt.
Sein Nachfolger wurde Ratan Tata.